# إكليل الجبل (نبات)

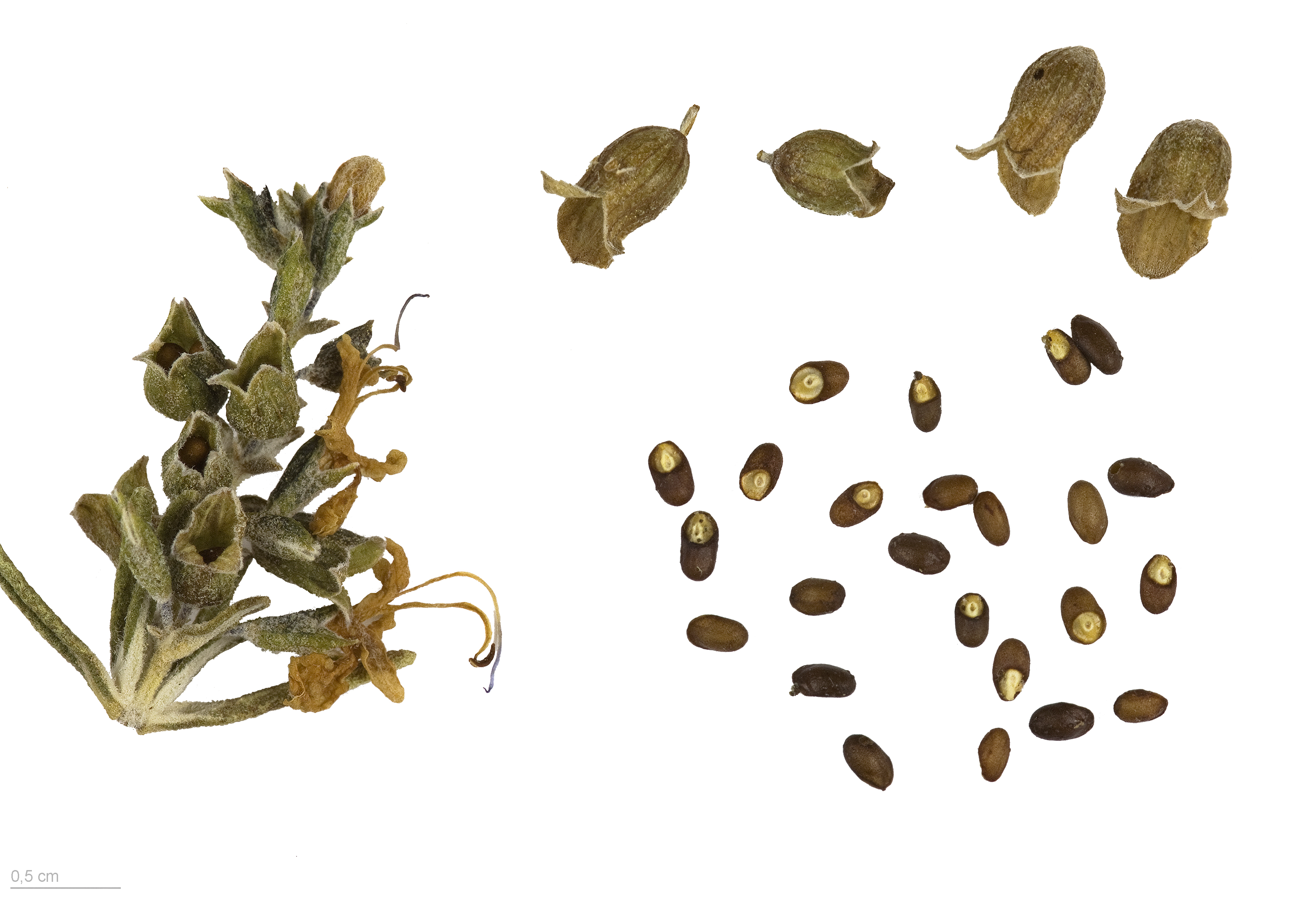
Rosmarinus officinalis

إكليل الجبل  أو حصى البان أو ندى البحر أو قِرْمانا أو حصالبان هي عشبةٌ خشبية دائمة الخُضرة تنتمي إلى العائلة الشفوية «عائلة النعناع». لها أوراق إبرية وأزهارها بيضاء، زهرية، بنفسجية، أو زرقاء، ويرجع أصلها إلى منطقة حوض البحر المتوسط.
يعود أصل تسميتها «روز- ماري» إلى الكلمتين اللاتينيين: «روز،rhous» التي تعني "سماق"، و «مارينوس» والتي تعني «البحر»، والبعض يسميها «آنثوس»، وهي كلمة مُشتقة من كلمة إغريقية تعني «الزهرة». تحتوي هذه النبتة على نظام جذور ليفي.

## علْم تَصنيف
أنواع إكليل الجبل أحد نوعِ 2-4 في الجنسِ Rosmarinus  النوع الآخر أكثر المعترف بهِ في أغلب الأحيان الوثيق والصلةُ، Rosmarinus eriocalyx، Maghreb الأفريقية وإيبريا. الجنس سُمّي مِن قِبل نصير الطبيعةِ والتأسيس القرن الثامن عشرَ، عالم التصنيف Carolus Linnaeus

## الوصف النباتي

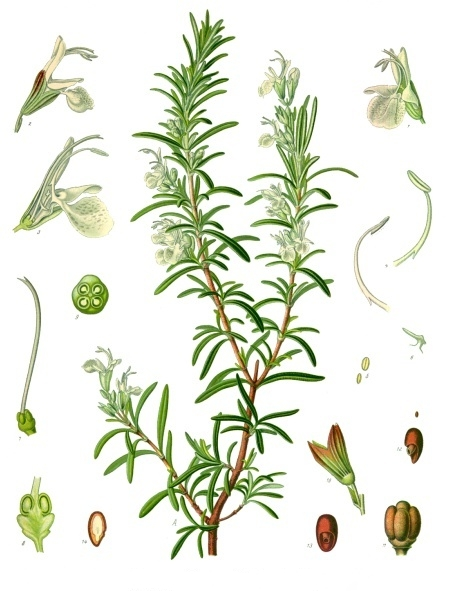
إيضاح مِنْ كوهلير للنباتاتِ الطبيةِ

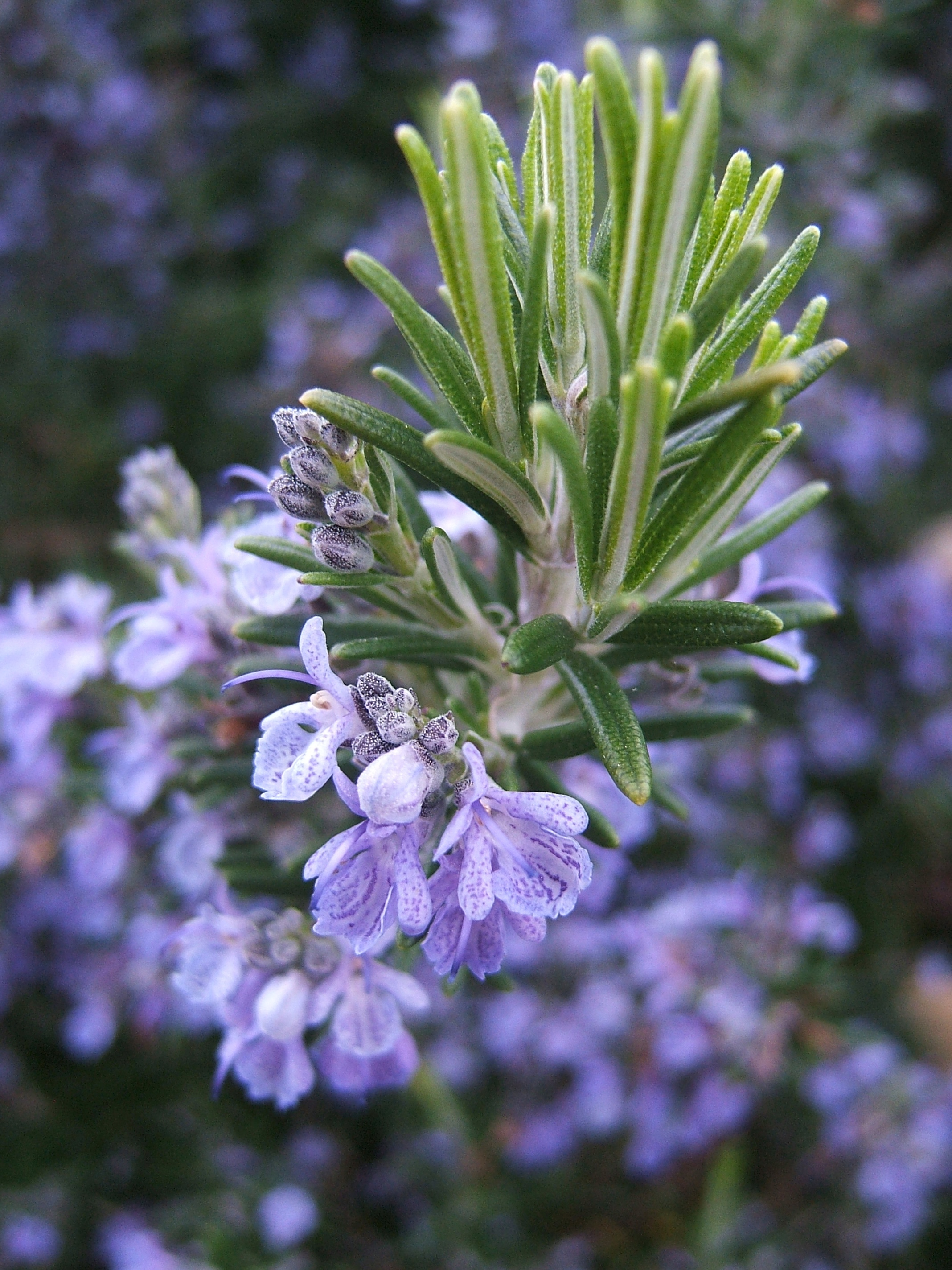
إكليل الجبل المُزهِر

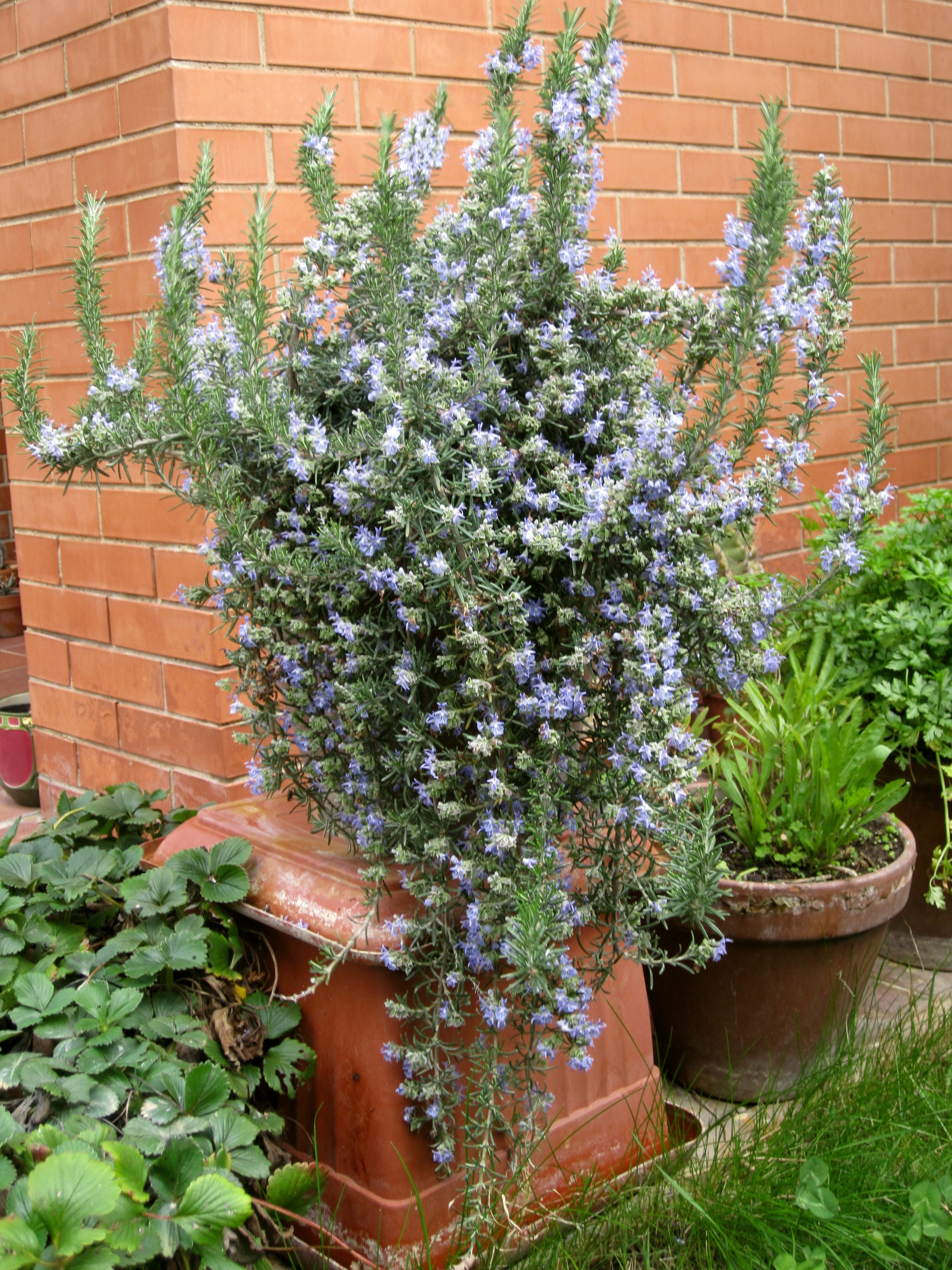
Rosmarinus officinalis prostratus

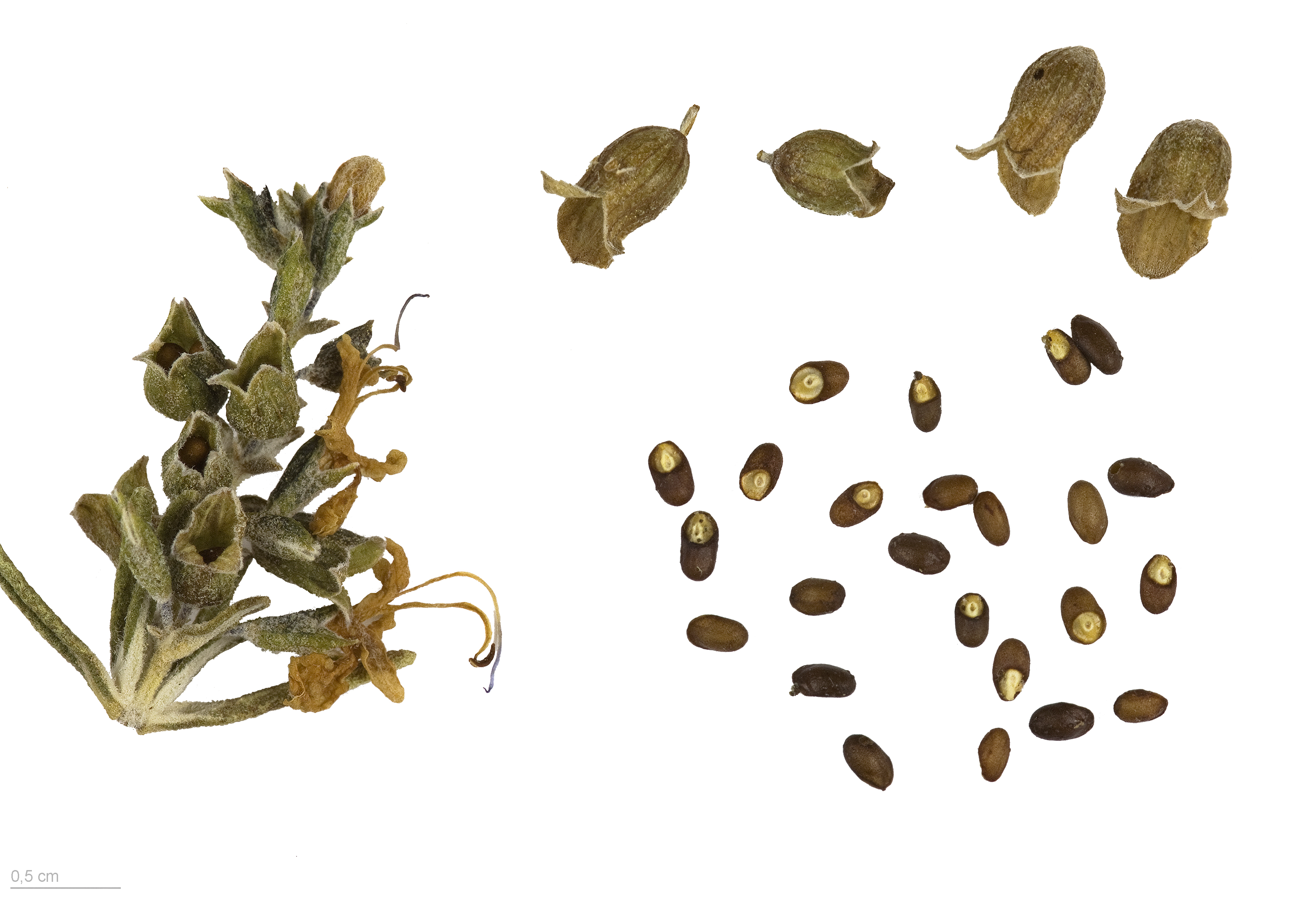
Rosmarinus officinalis – MHNT

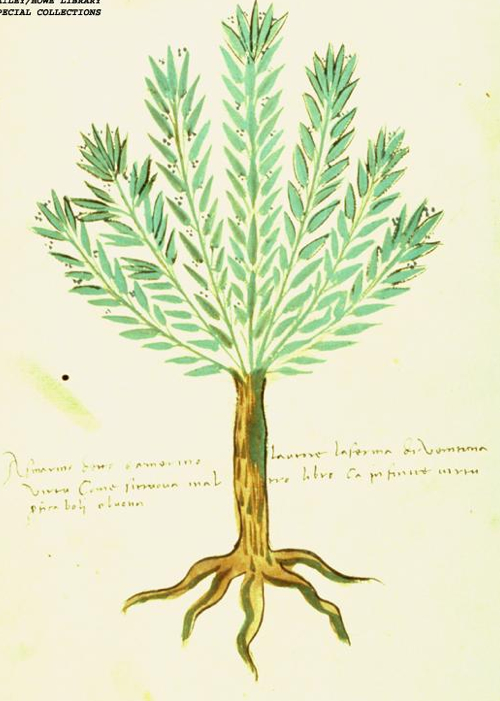
إيضاح اكليل الجبل مِنْ الاعشاب الايطالية ، حوالي 1500

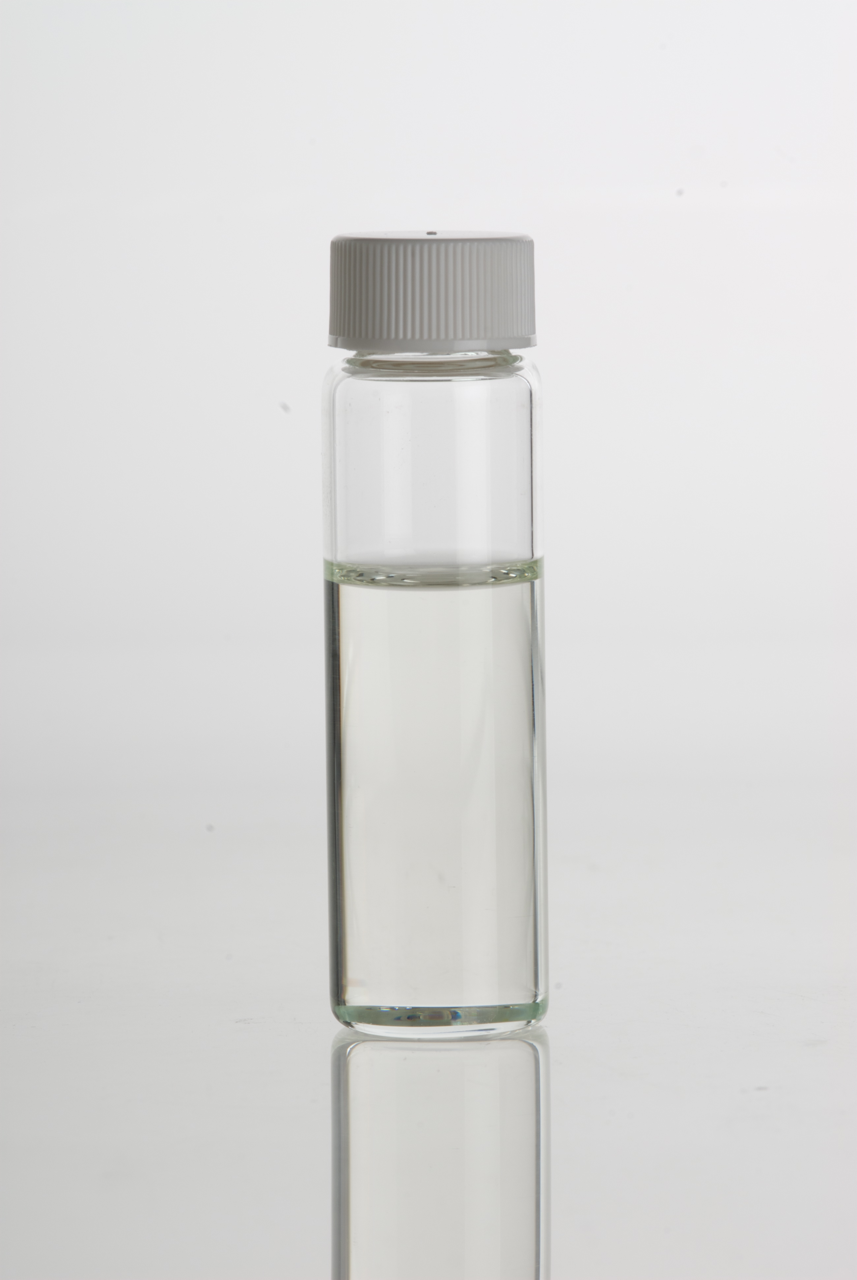
اكليل الجبل – زيت اساسي

إكليل الجبل، شجيرة عطرية خشبية معمرة، أوراقها تشبه الصنوبر. إنّ الأوراقَ مستعملة كنكهة في الأطعمةِ مثل stuffings والحمل المشوي ولحم الخنزير والدجاج والديك الرومي.

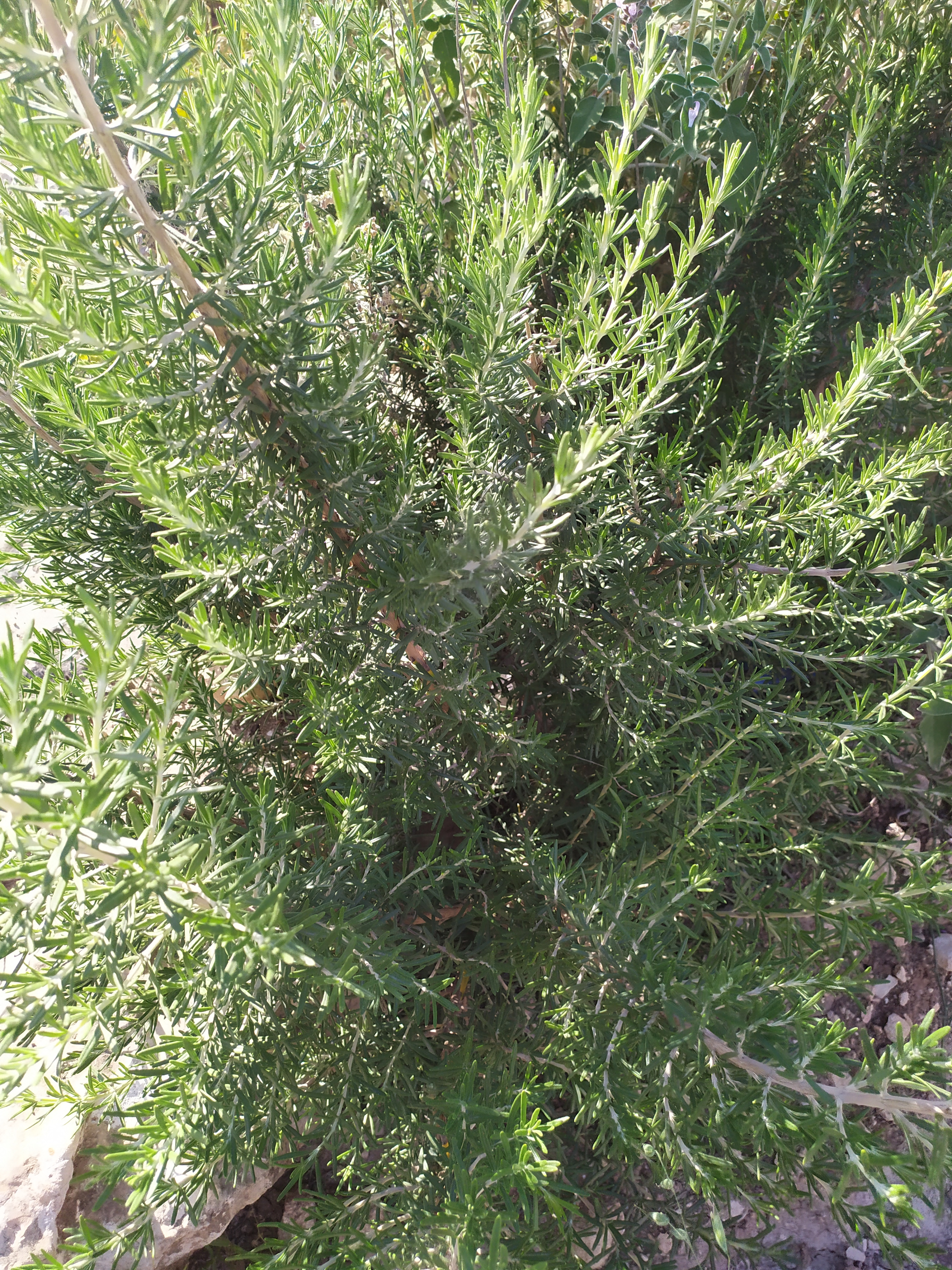
إكليل الجبل،نبات جبلي يستخدم لأغراض الغذاء والدواء

تنمو في المناطق الدافئة لذلك كانت منطقة البحر الأبيض المتوسط وآسيا هي موطنها الأصلي، لكنها قد تتواجد بشكل قليل في المناطق ذات الطقس البارد كما ولديها قدرة عالية على احتمال الجفاف ونقص المياه لفترات طويلة. ومعدل طولها يتراوح من 1,5 متر (5 أقدام) إلى 2 متر (6 أقدام). أوراقها دائمة الخضرة تشبه الإبر، ضيقة وطويلة. يتراوح طول الأوراق من 2-4 سم وعرضها من 2-5 ملم. أوراقها خضراء من الأعلى وبيضاء من الأسفل مكسوة بشعيرات كثيفة وقصيرة.

تزهر عادة نبتة إكليل الجبل في فصل الصيف والربيع وفي المناخ المعتدل وقد تزهر في المناخ الدافئ،
أزهارها متعددة الألوان منها الأبيض والوردي والبنفسجي والأزرق الغامق. ولكنها تستطيع أن تزهر خارج مواسم إزهارها الطبيعية إذا كان الجو دافئاً. , تزهر النبتة في الأول من ديسمبر ومنتصف فبراير وهذا ما يسمى بالإزهار المتأخر.

## علم الأساطير
ارتبط أصل تسميتها بمجموعة من الأساطير منها أن مريم العذراء وضعت عباءتها الزرقاء بينما كانت تستريح على نبتة ال«روزماري» البيضاء فتحول لونها إلى الأزرق ولهذا أطلق على العشبة اسم: «زهرة مريم».

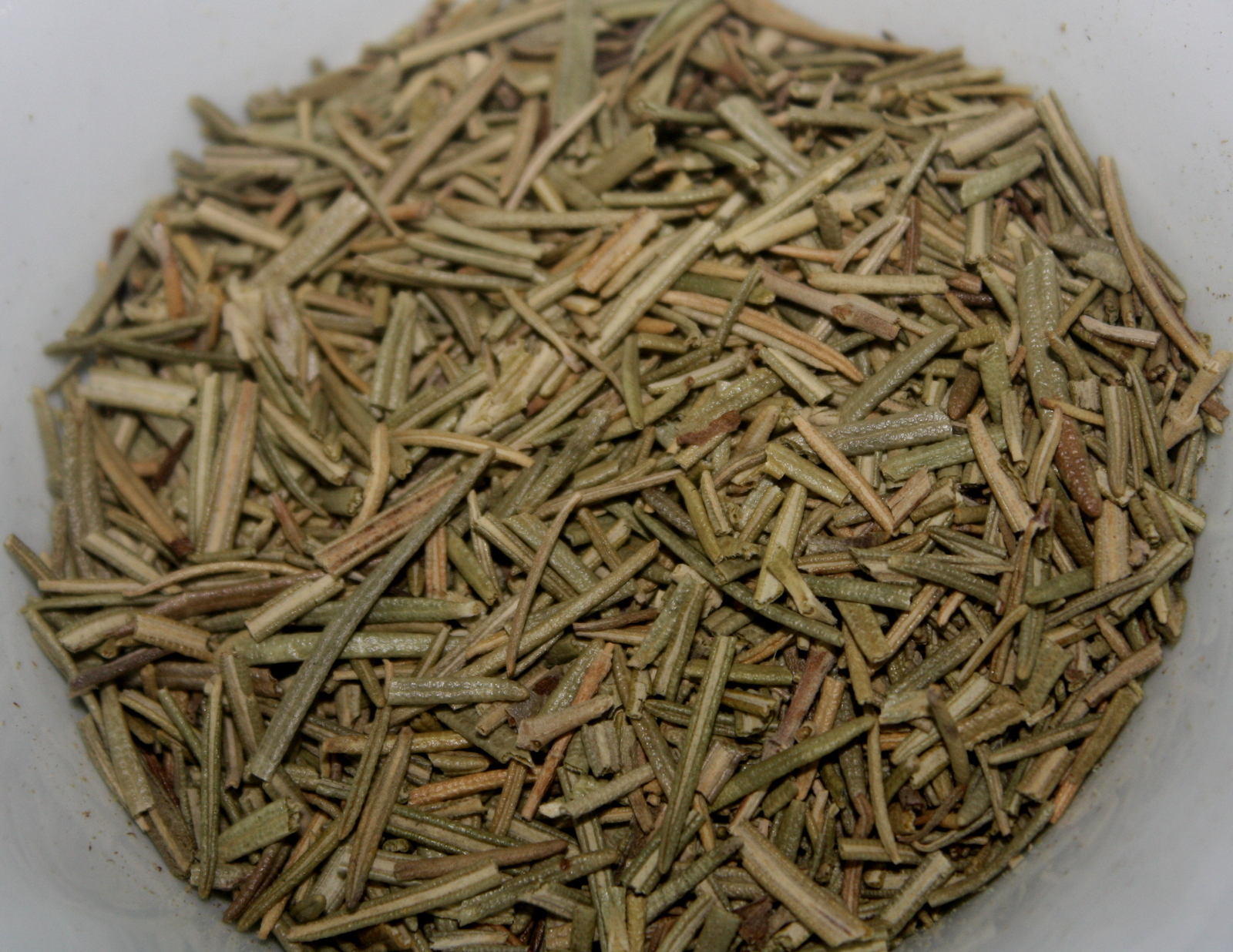
" نبتة اكليل الجبل المجففة "

## زراعتها
تعتبر نبتة إكليل الجبل من نباتات الزينة التي لا تتطلب الكثير من العناية.خاصة في منطقة البحر الأبيض المتوسط بزراعتها وتنميتها لما يميزها من جاذبية واحتمال للجفاف وسهولة في الزراعة كما وأنها مقاومة للآفات.
لا تحتاج نبتة إكليل الجبل إلى شروط كثيرة لتنمو فإن توفر تربة طينية خصبة ومكان مشمس مفتوح غير معرض للتيارات الهوائية كاف لتنميتها، إلا أنها لا تحتمل تغدق التربة بالماء ولا تستطيع احتمال الصقيع.
يمكن زراعتها في أصص.تحتاج نبتة إكليل الجبل إلى ما مساحته 1200 سم مربع من الأرض لتنمو، ويمكن ترك العشبة في الأقاليم المعتدلة في مكانها في فصل الشتاء أما في الأقاليم غير المعتدلة فيجب نقلها إلى القبو في أصيص ليحافظ عليها من برودة الطقس في موسم الشتاء، وفي بداية الربيع يخرج من القبو ويدفن بكامله والنبتة فيه في مكان مشمس لينتقل في أواخر الخريف مرة أخرى إلى القبو.
كما أنها تنمو بشكل أفضل في البيئة المعتدلة إلى القلوية (pH 7-7.8) بالإمكان الزيادة من محيط انتشار النبتة وكثافتها عبر قص 10-15 سم من نبتة جديدة لينة مع بضع وريقات من الأسفل وزراعتها مباشرة في التربة.

## الاستخدام
تستعمل نبتة إكليل الجبل كنبات زينة في الحدائقِ، نظرًا لأثرها في مكافحة الحشراتِ، وتستعمل الأوراق لتُضفي نكهة على الأطعمةِ المُخْتَلِفةِ، مثل stuffings وتستخدم أيضًا في تحميص اللحوم.
يحتوي إكليل الجبل على مواد فعالة مضادة للأكسدة مثل حمض الروزمانيك وعلى بعض المركبات الأخرى التي تمنع تكسر المادة الكيميائية الدماغية التي يسبب تكسرها إحداث مرض الزهايمر، كما أن له شأناً كبيراً في طب الأعشاب الأوروبي في تحسين القدرة على التركيز والذاكرة عبر تنشيط الدورة الدموية.

### الاستخدام للطهي
الأوراق المجففة أو الطازجة تستخدم في المطبخ الإيطالي. حيت تتميز بطعم مر قابض وبرائحة مميزة كذلك. ويمكن أن تستخدم الأوراق في صنع الشاي. وحين تشوى مع اللحم أو الخضراوات فإنها تعطي رائحة مثل الخردل.
وُجد بأن ملعقة (1غم) من إكليل الجبل المستخدم كمُنكّه للطعام ليس لها أي قيمة غذائية. مُستخلص إكليل الجبل يحسن فترة صلاحية وثباتية الزيوت الغنية بـ اوميغا-3 التي لها قابلية لتغير نكهتها أو لونها نتيجة تكسرها.

### العبير
زيت إكليل الجبل يمكن أن يستخدم كعطر للجسم أو حتى كمعطر لجو الغرف، ويمكن أن يحرق كالبخور. ويدخل في صناعة الشامبو ومنتجات التنظيف

### الكيمياء النباتية والطب الشعبي
يحتوي إكليل الجبل على العديد من المواد الكيميائية النباتية مثل الكافور وحمض الروزمارنيك وحمض الكافييك واليوروسوليك والبيوتولونيك. وعدد من مضادات الأكسدة مثل حمض الكارنوسيك والكارنوسول.
في الطب الشعبي الهندي يستخدم مستخلص وزيت إكليل الجبل من الأزهار والأورق لعلاج الكثير من الاضطرابات.

### استخداماتها في الفلكلور والعادات
كانت نبتة إكليل الجبل في العصور الوسطى رمزاً لسحر الحب. حيث كان استخدامها مرتبطاً بمراسم الزفاف، كانت العروس تضع تاجاً من إكليل الجبل على رأسها ويضع العريس وكل رجل من رجال الحفل غصناً من إكليل الجبل على صدورهم.
كما وارتبط استخدامها في أوروبا وإستراليا بإحياء ذكرى الحروب والجنازات لما اعتقدوه من خصائص النبتة في تحسين الذاكرة. حيث كان المشيعون يرمونها في المقابل كرمز لذكرى الميّت. وقد ذكرها شكسبير في مسرحيته «هاملت». في إستراليا تُلبَس أغصان إكليل الجبل في اليوم الوطني. تنمو النبتة بريا في جاليبولي.
وكانت أيضاً رمزاً للمعجزة في الشفاء، فقد أعد المجر للملكة إليزابيث بلسماً خارجياً من إكليل الجبل المخلوط بالنبيذ لتجديد حيوية الأطراف المشلولة ولعلاج النقرس. دون كيخوتي استخدمه في خلطة بلسم الشفاء.
كان القدماء أيضاً يستخدمون أوراق إكليل الجبل المهروسة لتغليف اللحوم للمحافظة عليها من الفساد لما تحتويه من مركبات فعالة مضادة للأكسدة، كما وأنها تضفي على اللحوم رائحة منعشة ونكهة رائعة. وقد استمر استخدام أوراق إكليل الجبل لهذا الغرض إلى يومنا هذا كما وتستخدم الأوراق في صنع الشاي.
وقد قام الأطباء الصينيون في القدم بخلط إكليل الجبل مع الزنجبيل لعلاج الصداع وعسر الهضم والأرق والملاريا.

## الوصف النباتي
إكليل الجبل النبات عبارة عن عشبة معمرة. أوراقه ضيقة وطويلة سطحه الأعلى أخضر غامق وبراق ومنقط بنقط صفراء ذهبية أو بيضاء فضية وسطحه الأسفل مكسو بشعيرات بيضاء دقيقة ونوراته نيلية اللون أو زرقاء ينمو بريّاً في دول البحر الأبيض المتوسط.أوراقه تنشط الدورة الدموية ولا سيما لدي الأشخاص الذين لا يمارسون الرياضة. وتقلل الصداع وتعالج العدوي البكتيرية والفطريات وتمنع الغازات بالجهاز الهضمي وتساعد في الهضم وامتصاص الطعام به وتزيل حرقان القلب.وتحسن الكبد والجهاز الهضمي والمرارة وتقلل تكوين حصواتها وحصوات الكلي والمثانة. كما تقلل من إفراز إنزيم urease الذي له صلة بتكوين هذه الحصوات.
تستعمل كمضمضة لعلاج التهاب الحلق واللثة والقرح.
يستخدم زيته في تدليك الأطراف المرهقة، وشرابه الساخن يزيل الصداع، وكثيراً ما يوصى باستعماله للعناية بالبشرة وبالشعر، وتستخدم أغصانه في البخور.
- ارتبط بحصى البان منذ قديم الأزل بتحسين الذاكرة ولذلك يستعمل كجزء من مراسم الزواج وذكرى الحروب والجنازات في أوروبا.

إكليل الجبل نبات خشبي معمر دائم الخضرة له رائحه تشبة رائحة الصنوبر
أوراقه ابريه ضيقه يصل ارتفاع العشب إلى حوالي 3 أقدام ويزهر ازهار نيليه في الصيفز.
قبل اختراع عمليات التبريد بالآف السنين لاحظ القدماء أن تغليف اللحوم في أوراق أكليل الجبل المهروسه يحافظ على اللحوم ويمنحها عطراً منعشاً ونكهة سارة وإلى يومنا هذا يظل العشب مفضل في أطباق اللحوم
استعمل القدماء اكليل الجبل كما استعملوا سائر الاعشاب العطرية الحافظة في علاج أمراض الرأس والتنفس والهضم وخلط الأطباء الصينيون إكليل الجبل مع الزنجبيل لعلاج الصداع وعسر الهضم والأرق والملاريا تفسد اللحوم جزيئا لان دهونها تتاكسد وتتزنخ ويحتوي اكليل الجبل وزيوته على مركبات فعاله مضاده للتاكسد فلذلك يتم تغليف اللحوم في اوراق اكليل الجبل المهروسه ليحافظ على اللحوم ويمنحها عطرا منعشا ونكهة ساره..
نفس المركبات التي تمنع فساد الطعام تعوق أيضا تاثير الكثير من الجراثيم التي يمكن ان تسبب العدوى.
لعلاج الجروح البسيطة يمكنك استعمال بعض الاوراق المسحوقه لإكليل الجبل على المكان المصاب وأنت في طريقك قبل تطهير الجرح
يجب على النساء الحوامل ان يتجنبن المستحضرات الطبية.

## زراعة إكليل الجبل أو الروزماري

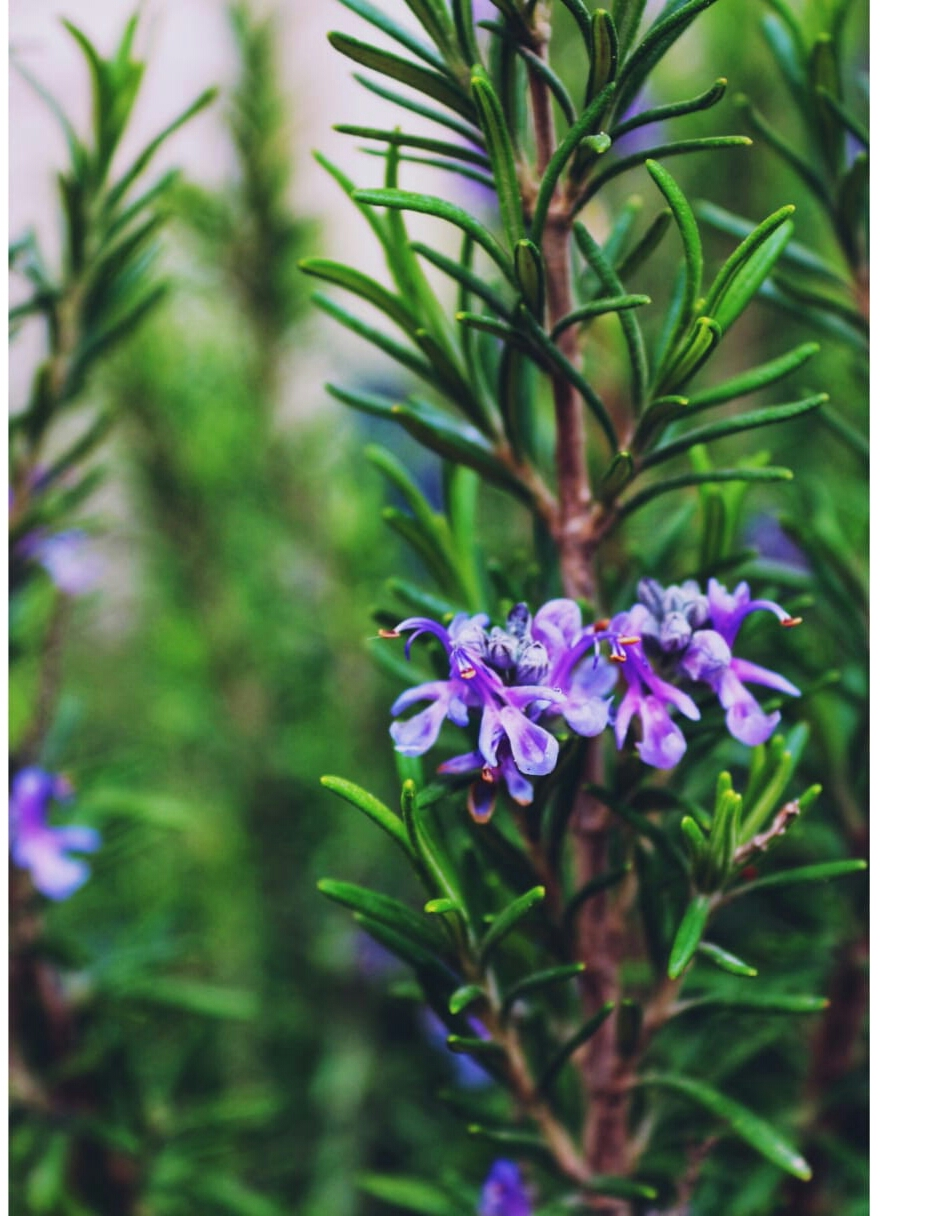
إكليل الجبل (Rosemary)

إكليل الجبل أو الروزماري لا يقاوم البرد ويحتاج إلى مكان مشمس غير معرض للتيارات الهوائية. يصل طول إكليل الجبل أو الروزماري إلى علو متر واحد وهي تحتاج إلى ما مساحته 1200 سم مربع من الأرض ويمكن ترك العشبة في الأقاليم المعتدلة في مكانها في فصل الشتاء أما الأقاليم غير المعتدلة فيجب نقلها إلى أصيص ليحافظ عليها في القبو من برودة الطقس في فصل الشتاء ويفضل زراعتها منذ البداية في أصيص يتناسب مع حجمها ويحافظ على الأصيص في موسم الشتاء بوضعه في القبو وفي بداية الربيع يخرج من القبو ويدفن بكامله والنبتة فيه في مكان مشمس لينتقل في أواخر الخريف مرة أخرى إلى القبو.
وباللغة الأمازيغية تسمى هذه النبتة: أزير.

## المعلومات الغذائية
يحتوي كل 100غ من إكليل الجبل، بحسب وزارة الزراعة الأميركية على المعلومات الغذائية التالية:
- السعرات الحرارية: 131
- الدهون: 5.86
- الدهون المشبعة: 2.83
- الكاربوهيدرات: 20.70
- الألياف: 14.1
- البروتينات: 3.31
- الكولسترول: 0

## انظر ايضاً
- بنفسج عطري